# Зенит-2 (баскетбольный клуб)
«Зенит-2» — российский баскетбольный клуб из Санкт-Петербурга. Выступает в Суперлиге.

## История
В августе 2017 года стало известно, что в системе баскетбольного клуба «Зенит» появилась фарм-команда — «Зенит-Фарм», которая была заявлена в Суперлигу-1. Главным тренером команды был назначен Андрей Новиков, вторым тренером стал Геннадий Щетинин.
23 сентября 2017 года «Зенит-Фарм» провёл свой первый в истории официальный матч. В выездной игре Суперлиги-1 петербургский клуб уступил «Спартаку-Приморье» со счётом 61:96. В составе «Зенита-Фарм» 14 очков в активе Руслана Туманова, 11 набрал Андрей Петухов, по 8 — в активе Андрея Саврасова и Льва Быкова.
14 октября 2018 года «Зенит-Фарм» провёл товарищескую игру со сборной звёзд американской Юниорской баскетбольной ассоциации JBA. В составе гостей выступали Ламело Болл и Лианджело Болл. Матч закончился со счетом 114:121 в пользу сборной JBA, а самым ценным игроком был признан Ламело Болл.
Перед началом сезона 2019/2020 было принято решение переименовать «Зенит-Фарм» в «Зенит-2» и заявить команду в Суперлигу-2. Обновлённая команда была скомплектована из молодых игроков, которые по регламенту имели право выступать в Единой молодёжной лиге ВТБ и баскетболистов, которые при необходимости будут задействованы в основной команде «Зенита». По итогам досрочно завершённого сезона в Суперлиге-2, команда «Зенит-2» заняла 8 место, одержав 19 побед в 36 встречах.
В августе 2020 года, руководство баскетбольного клуба «Зенит» приняло решение временно отказаться от фарм-команды и не заявляться в Суперлигу-2.
Летом 2022 года «Зенит-2» вновь заявлен в Суперлигу.

## Результаты выступлений
| Сезон     | Суперлига | Суперлига-2 дивизион | Кубок России |
| --------- | --------- | -------------------- | ------------ |
| 2017/2018 | 13 место  | —                    | —            |
| 2018/2019 | 15 место  | —                    | —            |
| 2019/2020 | —         | 8 место              | Первый этап  |
| 2022/2023 | 10 место  | —                    | —            |
| 2023/2024 | 4 место   | —                    | —            |
| 2024/2025 | 4 место   | —                    | —            |

## Главные тренеры
- 2017—2018  Андрей Новиков
- 2018—2019  Денис Тимаков[8]
- 2019—2020  Александр Михайлов[9]
- 2022—2023 —  Борис Ливанов[10]
- 2023—2024 —  Антон Юдин[11]
- 2024—н.в.—  Оливер Попович[12]

## Текущий состав
| \| Поз. \| № \| Гражд. \| Имя \| Дата рождения (возраст) \| Рост \| Вес \| Звание \| \| ---- \| -- \| ------ \| ----------------- \| ------------------------- \| ------ \| ------ \| ------ \| \| РЗ \| 00 \| \| Эльхан Ахмедов \| 20 января 1998 (27 лет) \| 180 см \| 75 кг \| \| \| Ц \| 1 \| \| Даниил Кирилюк \| 13 февраля 2003 (22 года) \| 204 см \| 85 кг \| \| \| ЛФ \| 7 \| \| Павел Земский \| 25 июня 2004 (21 год) \| 202 см \| 79 кг \| \| \| ЛФ \| 9 \| \| Егор Евстафьев \| 1 августа 2006 (19 лет) \| 200 см \| 73 кг \| \| \| Ц \| 10 \| \| Егор Рыжов \| 28 августа 2004 (20 лет) \| 209 см \| 86 кг \| \| \| ТФ \| 12 \| \| Илья Кривых \| 2 августа 2006 (19 лет) \| 207 см \| 101 кг \| \| \| ТФ \| 17 \| \| Максим Карванен \| 30 октября 1999 (25 лет) \| 203 см \| 94 кг \| \| \| Ц \| 20 \| \| Владислав Самухин \| 9 сентября 2004 (20 лет) \| 208 см \| 100 кг \| \| \| ЛФ \| 25 \| \| Дмитрий Родионов \| 4 сентября 2004 (20 лет) \| 196 см \| 86 кг \| \| \| ЛФ \| 44 \| \| Ильяс Абдул \| 11 марта 2004 (21 год) \| 197 см \| 85 кг \| \| \| АЗ \| 47 \| \| Артём Ходорич \| 2 октября 2002 (22 года) \| 190 см \| 85 кг \| КМС \| \| ТФ \| 56 \| \| Михаил Дулкай \| 22 сентября 2005 (19 лет) \| 203 см \| 80 кг \| КМС \| \| РЗ \| 99 \| \| Иван Прокопенко \| 11 апреля 2004 (21 год) \| 185 см \| 73 кг \| \| | Главный тренер - Оливер Попович Ассистенты тренера - Дмитрий Вавилов Легенда - (К) — Капитан команды Последнее изменение: 13 июня 2025 года |             |                   |                           |        |        |        |
| Поз. | № | Гражд.      | Имя               | Дата рождения (возраст)   | Рост   | Вес    | Звание |
| РЗ | 00 | Флаг России | Эльхан Ахмедов    | 20 января 1998 (27 лет)   | 180 см | 75 кг  |        |
| Ц | 1 | Флаг России | Даниил Кирилюк    | 13 февраля 2003 (22 года) | 204 см | 85 кг  |        |
| ЛФ | 7 | Флаг России | Павел Земский     | 25 июня 2004 (21 год)     | 202 см | 79 кг  |        |
| ЛФ | 9 | Флаг России | Егор Евстафьев    | 1 августа 2006 (19 лет)   | 200 см | 73 кг  |        |
| Ц | 10 | Флаг России | Егор Рыжов        | 28 августа 2004 (20 лет)  | 209 см | 86 кг  |        |
| ТФ | 12 | Флаг России | Илья Кривых       | 2 августа 2006 (19 лет)   | 207 см | 101 кг |        |
| ТФ | 17 | Флаг России | Максим Карванен   | 30 октября 1999 (25 лет)  | 203 см | 94 кг  |        |
| Ц | 20 | Флаг России | Владислав Самухин | 9 сентября 2004 (20 лет)  | 208 см | 100 кг |        |
| ЛФ | 25 | Флаг России | Дмитрий Родионов  | 4 сентября 2004 (20 лет)  | 196 см | 86 кг  |        |
| ЛФ | 44 | Флаг России | Ильяс Абдул       | 11 марта 2004 (21 год)    | 197 см | 85 кг  |        |
| АЗ | 47 | Флаг России | Артём Ходорич     | 2 октября 2002 (22 года)  | 190 см | 85 кг  | КМС    |
| ТФ | 56 | Флаг России | Михаил Дулкай     | 22 сентября 2005 (19 лет) | 203 см | 80 кг  | КМС    |
| РЗ | 99 | Флаг России | Иван Прокопенко   | 11 апреля 2004 (21 год)   | 185 см | 73 кг  |        |